# Luarsab II av Kartli
Luarsab II av Kartli, död 1622, var en georgisk monark. Han var kung i kungariket Kartli mellan 1606 och 1615.